# Chromatomyia ochracea
Chromatomyia ochracea är en tvåvingeart som beskrevs av Friedrich Georg Hendel 1920. Chromatomyia ochracea ingår i släktet Chromatomyia och familjen minerarflugor.
Artens utbredningsområde är Österrike. Inga underarter finns listade i Catalogue of Life.